# Rhodocosmaria
Rhodocosmaria là một chi bướm đêm thuộc phân họ Olethreutinae, họ Tortricidae Tortricidae.

## Các loài
- Rhodocosmaria occidentalis Diakonoff, 1973
- Rhodocosmaria operosa (Meyrick, 1911)